# ARHGEF4
ARHGEF4‏ (Rho guanine nucleotide exchange factor 4) هوَ بروتين يُشَفر بواسطة جين ARHGEF4 في الإنسان.